# Darío Caraballo
Darío Caraballo (Montevideo, 9 de julio de 1984) es un escritor, bloguero, humorista y comunicador uruguayo. 

## Biografía
Tras publicar artículos y cuentos en la revista virtual anarco-surrealista La Karpa, uno de sus cuentos fue incluido en Esto no es una antología, antología de jóvenes narradores uruguayos, coordinado por Horacio Bernardo y el Ministerio de Relaciones Exteriores del Uruguay.
También un cuento suyo fue publicado en la Colección Horror de Estuario Editora, coordinada por Rodolfo Santullo.
Publicó los libros Ábacos (2010), Medio cuerpo en el barro (2014), Curco Vein no se mató (prefirió esperar el tren) (2016), Stalin era una muñeca inflable (2017), Algo traman las palomas (2017), Biografía exhaustiva de gente que no existió (2019), Los canguros son sujetos peligrosos (2020),  Memento Mori (2020) y Tres Otoños y Algunas Muertes (2021)
Fue guionista y conductor de los programas radiales La Hora de Darío y Error 404 en Reactiva Contenidos entre 2013 y 2016, siendo en 2018 columnista del programa Mañanas Activas de la misma emisora.
Desde 2017 es redactor y editor del portal de noticias humorísticas El París Digital.